# テトラニトロメタン
| テトラニトロメタン | テトラニトロメタン           |
| ------------------ | ---------------------------- |
| 構造式             |                              |
| IUPAC名            | テトラニトロメタン           |
| 別名               | TNM                          |
| 分子式             | CN4O8                        |
| 示性式             | C(NO2)4                      |
| 分子量             | 196.04 g/mol                 |
| CAS登録番号        | [509-14-8]                   |
| 形状               | 白色固体                     |
| 密度と相           | 1.6377 g/cm3, 固体 (21.2 °C) |
| 融点               | 13 ℃                         |
| 沸点               | 125.7 ℃                      |
| 爆薬としての性質   |                              |
| 爆速               | 6,400 m/s, 仮比重 1.65       |
| トラウズル値       | 56                           |
| 危険性             |                              |

テトラニトロメタン (tetranitromethane, TNM) とは、爆薬の一種。固体。

## 性質
定容燃焼熱: 89.6 kcal/mol
エタノール、エーテルに可溶。水に不溶。シクロプロパン誘導体や不飽和化合物により、黄色を呈する。

## 用途
ロケットの液体酸化剤として検討されたことがあったが、非常に感度が高く危険性が高すぎるために、ほとんど使われることがなかった。
芳香族のニトロ化合物や可燃性の物質を混合するときわめて爆発力の強い混合物が得られる。しかし、あまりにも不安定なので実用になることはほとんどない。毒性も著しく、工業的に使われることはまずないだろう。一部に特殊なニトロ化剤として極少量使われることがあるが、それですらも数十gの混合物が爆発して、何人も死傷者を出した事故があることからこの化合物を使った合成法は極力避けるべきである。
利用法の一つとして、たんぱく質のニトロ化剤がある。

## 製法
アセチレンと白色発煙硝酸との反応でトリニトロメタンと共に生成する。トリニトロメタンと、混酸を共に加熱してニトロ化しても得られる。純粋なものはヨードピクリンに亜硝酸銀を作用させて得る。